# Tuskulum

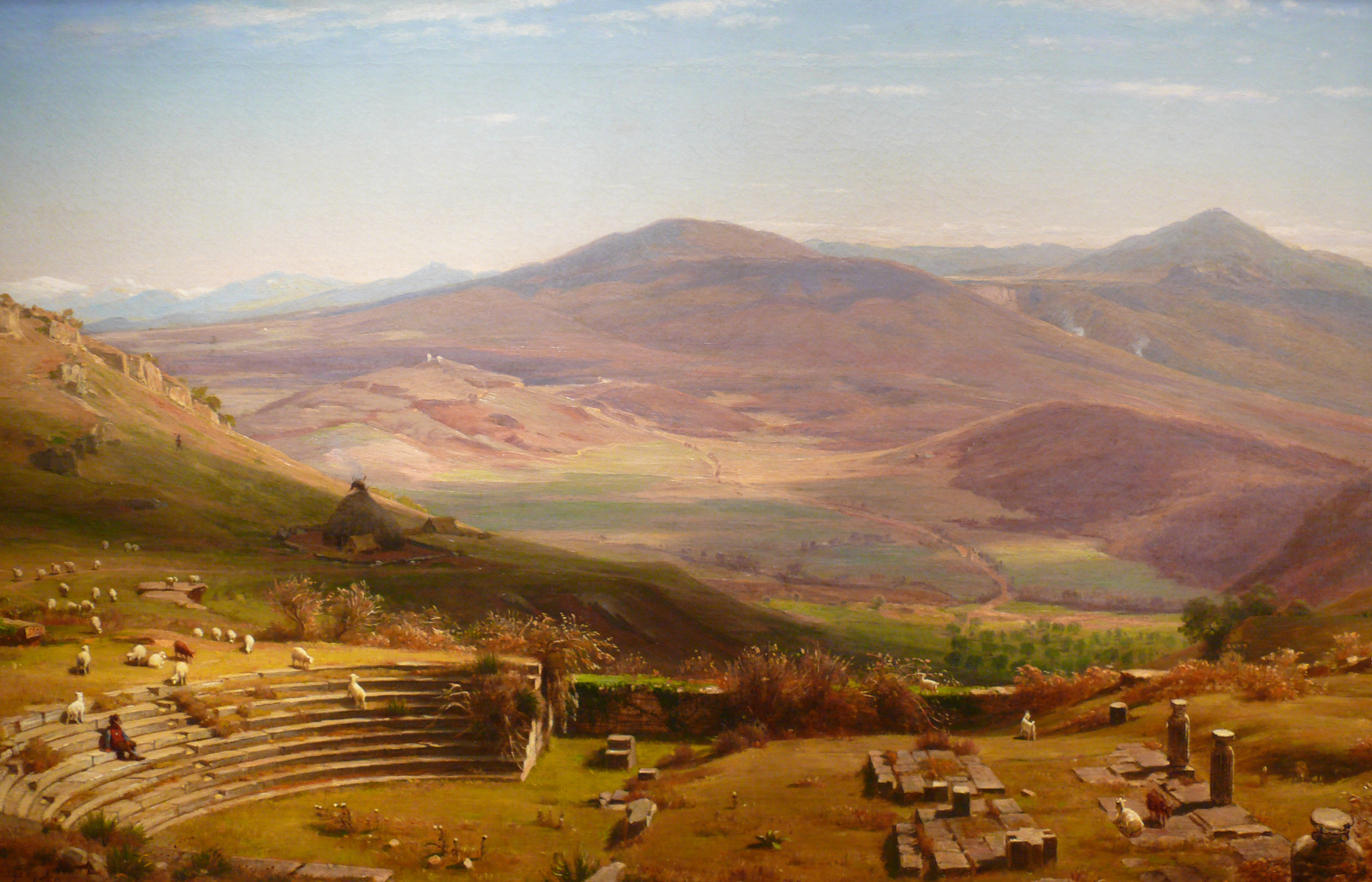
Thomas Worthington Whittredge: Tuskulské divadlo a Albanské vrchy, 1860

Tuskulum nebo latinsky Tusculum bylo antické a středověké město jihovýchodně od Říma v Albanských vrších. Jeho vykopávky se nacházejí na území dnešního Frascati na kopci Monte Tuscolo v městské části Grottaferrata. V okolí města v antice mělo svá sídla mnoho bohatých rodin, a proto se slovo tuskulum používá i ve významu bohaté čtvrti anebo útočiště před ruchem velkoměsta. Vznikly zde Ciceronovy Tuskulské hovory.
Město Tuskulum bylo původně snad etruské (Etruskové = latinsky Tusci). Roku 496 př. n. l. se připojilo k Římu a roku 379 př. n. l. získalo římská občanská práva. V 10. až 12. století n. l. zde bylo sídlo hrabství Tusculum, jež poté podlehlo Římu a v bitvě u Prata bylo roku 1191 zpustošeno a opuštěno. Uprchlí občané Tuskula nedaleko založili obec Frascati. 
Území „Tenimentum tusculanum“, tedy zničeného Tuskula, bylo darováno papeži. Ten je podřídil své správě, rozdělil mezi různé kostely a kláštery v Římě a okolí a jmenoval do čela titulárního biskupa - kardinála. V nové době se v oblasti starého tenimenta nacházejí Monte Compatri, Frascati, Grottaferrata a Monte Porzio Catone.